# Charles Philip Wagner
Charles Philip Wagner (Putnam, Connecticut, 15 de diciembre de 1876 - Ann Arbor, Míchigan, 28 de mayo de 1964), hispanista estadounidense.
Estudió en la Universidad de Yale, con el gran Henry Roseman Lang; estuvo dos años en París y Madrid recogiendo materiales para sus trabajos, y regresó a Yale para doctorarse en 1902. Enseñó desde 1904 en la Universidad de Míchigan hasta su jubilación en 1946. Estudió las fuentes de El caballero Cifar (1903), libro que editó asimismo en 1929, y compuso una Spanish Grammar (Ann Arbor, 1909). Tradujo al inglés el Lazarillo de Tormes en colaboración con Louis How, con una interesante introducción y notas. Estudió también el teatro de Cervantes y de Lope de Vega.